# Taedong
Taedong eller Taedongfloden, Hangul: 	대동강) er en flod i Nord-Korea. Den har sit udspring i Rangrimbjerget i den nordlige del af landet. Floden løber mod sydvest og munder ud i Koreabugten ved byen Nampo. Før da løber den blandt andet gennem landets hovedstad, Pyongyang.
Floden er 439 km lang og har et afvandingsområde på 16.573 km². Pyongyang ligger ca. 110 km fra flodmundingen,